# GSDMB
GSDMB (англ. Gasdermin B) – білок, який кодується однойменним геном, розташованим у людей на короткому плечі 17-ї хромосоми. Довжина поліпептидного ланцюга білка становить 411 амінокислот, а молекулярна маса — 46 786.
| 10         |  | 20         |  | 30         |  | 40         |  | 50         |
| ---------- |  | ---------- |  | ---------- |  | ---------- |  | ---------- |
| MFSVFEEITR |  | IVVKEMDAGG |  | DMIAVRSLVD |  | ADRFRCFHLV |  | GEKRTFFGCR |
| HYTTGLTLMD |  | ILDTDGDKWL |  | DELDSGLQGQ |  | KAEFQILDNV |  | DSTGELIVRL |
| PKEITISGSF |  | QGFHHQKIKI |  | SENRISQQYL |  | ATLENRKLKR |  | ELPFSFRSIN |
| TRENLYLVTE |  | TLETVKEETL |  | KSDRQYKFWS |  | QISQGHLSYK |  | HKGQREVTIP |
| PNRVLSYRVK |  | QLVFPNKETM |  | SAGLDIHFRG |  | KTKSFPEGKS |  | LGSEDSRNMK |
| EKLEDMESVL |  | KDLTEEKRKD |  | VLNSLAKCLG |  | KEDIRQDLEQ |  | RVSEVLISGE |
| LHMEDPDKPL |  | LSSLFNAAGV |  | LVEARAKAIL |  | DFLDALLELS |  | EEQQFVAEAL |
| EKGTLPLLKD |  | QVKSVMEQNW |  | DELASSPPDM |  | DYDPEARILC |  | ALYVVVSILL |
| ELAEGPTSVS |  | S          |  |            |  |            |  |            |

A: Аланін

C: Цистеїн

D: Аспарагінова кислота

E: Глутамінова кислота

F: Фенілаланін

G: Гліцин

H: Гістидин

I: Ізолейцин

K: Лізин

L: Лейцин

M: Метіонін

N: Аспарагін

P: Пролін

Q: Глутамін

R: Аргінін

S: Серин

T: Треонін

V: Валін

W: Триптофан

Задіяний у такому біологічному процесі, як альтернативний сплайсинг. 
Локалізований у клітинній мембрані, цитоплазмі, мембрані.

## Фізіологічні властивості
GSDMB вважається унікальним серед інших членів своєї родини, і його роль у різних видах захворювань і ракових захворювань відносно недостатньо вивчена. Було показано, що генетичні варіанти GSDMB пов'язані з підвищеною сприйнятливістю до таких захворювань, як астма та запальні захворювання кишечника (Запальні захворювання кишечника).

## Дослідження
Дослідження відбуваються, у проєкті Картування онкологічних маркерів.